# هاشم مصطفى الدباغ
هاشم مصطفى الدباغ (الأعظمية 1925-؟)  محامي وكاتب عراقي.

## السيرة
ولد المحامي الدكتور هاشم بن مصطفى (تافية) بن عبد اللطيف (الطوفي) بن إبراهيم الأعظمي، في بغداد بمحلة النصة في حي الأعظمية، لقب بالدباغ لعمل جده واعمامه ووالده في مهنة دباغة الجلود. تعرض الدباغ عام 1969 إلى الاعتقال، بتهمة اتصاله بشبكة تجسس لها علاقة مع المخابرات المركزية الأمريكية من خلال روبرت ب. أندرسون وعلاقاته مع رئيس هذه الشبكة لطفي العبيدي وقد أعتقل مع الدباغ مجموعة من المدنيين والعسكريين كانوا يتبوؤن مناصب مهمة في الحكومات العراقية السابقة، ومنهم:مدحت الحاج سري، عبد الله محمد الخياط، رشيد مصلح، زكي عبد الوهاب، عطا عبد الوهاب، البير يهوذا، عبد الرحمن البزاز، سعد شاكر فهمي، يوسف جواد المعمار، فؤاد الركابي، علي خضير أحمد، لطفي طاهر محمد عارف، الدكتور كاظم شبر، نعمان محمد أمين العاني وآخرين، وكانت هذه الشبكة تهدف إلى قلب نظام الحكم في العراق، وحينها كان الدكتور هاشم مصطفى الدباغ يشغل منصب رئيس المؤسسة العامة للمصارف العراقية، حيث حكمت عليه محكمة الثورة بالاشغال الشاقة لمدة 15 سنة.

## مؤلفاته
- الوضع الاقتصادي والمالي في المملكة العربية السعودية (بغداد 1963)
- Etudes statistiques sur le development économique de l' Irak (Baghdad 1960).[5]
- الأعظمية والأعظميون: دراسة تأريخية تراثية واجتماعية (بغداد 1984)